# 80-я отдельная мотострелковая бригада
80-я отдельная мотострелковая бригада (арктическая) (80-я омсбр(а), в/ч 34667) — тактическое соединение Сухопутных войск Российской Федерации.
Формирование входит в состав 14-го армейского корпуса. Пункт постоянной дислокации — посёлок Алакуртти Мурманской области.

## История
80-я отдельная мотострелковая бригада была создана в составе Объединённого стратегического командования «Северный флот» 31 декабря 2014 года в поселке Алакуртти в соответствии с Указом президента России специально для обеспечения экономической безопасности и защиты интересов Российской Федерации в Арктической зоне. Боевое знамя вручено 17 января 2015 года командующим Северным флотом адмиралом Владимиром Королёвым командиру бригады полковнику Илье Павловскому.

### Российско-украинская война
Из открытых источников известно о некоторых потерях 80-й омсбр(а) на Украине:
| №  | Имя                        | Звание                 | Дата рождения | Дата смерти |
| -- | -------------------------- | ---------------------- | ------------- | ----------- |
| 1. | Саидов Саид Магомедович    | ефрейтор, ст. снайпер, | 27.09.1992    | 27.05.2022  |
| 2. | Кабанов, Иван Вячеславович | старший лейтенант      | 22.10.1996    | 15.10.2022  |

## Задачи
Задачей отдельной бригады является контроль территорий от Мурманска до Новосибирских островов в оперативном взаимодействии с частями ВДВ и морской пехоты Северного флота. Учения регулярно проходят на российских арктических островах и Таймыре.

## Организационно-штатная структура
|  | управление                                  |
|  | 1-й мотострелковый батальон                 |
|  | 2-й мотострелковый батальон                 |
|  | разведывательный батальон                   |
|  | стрелковая рота (снайперов)                 |
|  | гаубичный самоходно-артиллерийский дивизион |
|  | зенитный дивизион                           |
|  | батарея ПТУР                                |
|  | инженерно-сапёрный батальон                 |
|  | батальон управления                         |
|  | батальон материального обеспечения          |
|  | ремонтная рота                              |
|  | рота БПЛА                                   |
|  | рота РЭБ                                    |
|  | медицинская рота                            |
|  | взвод РХБЗ                                  |

## Оснащение и вооружение
Основу транспортной техники бригады составляют гусеничные тягачи МТ-ЛБВМК, двухзвенные тягачи ДТ-10, ДТ-30 и ТТМ-4902, снегоходы А-1, ТТМ-1901 «Беркут» с отапливаемой кабиной, полноприводные грузовики Урал и КАМАЗ, адаптированные к экстремально низким температурам (до −52°С).
На вооружении бригады состоят самоходные гаубицы 2С1«Гвоздика». 82-мм миномёты 2Б14 «Поднос», БПЛА Орлан-10.

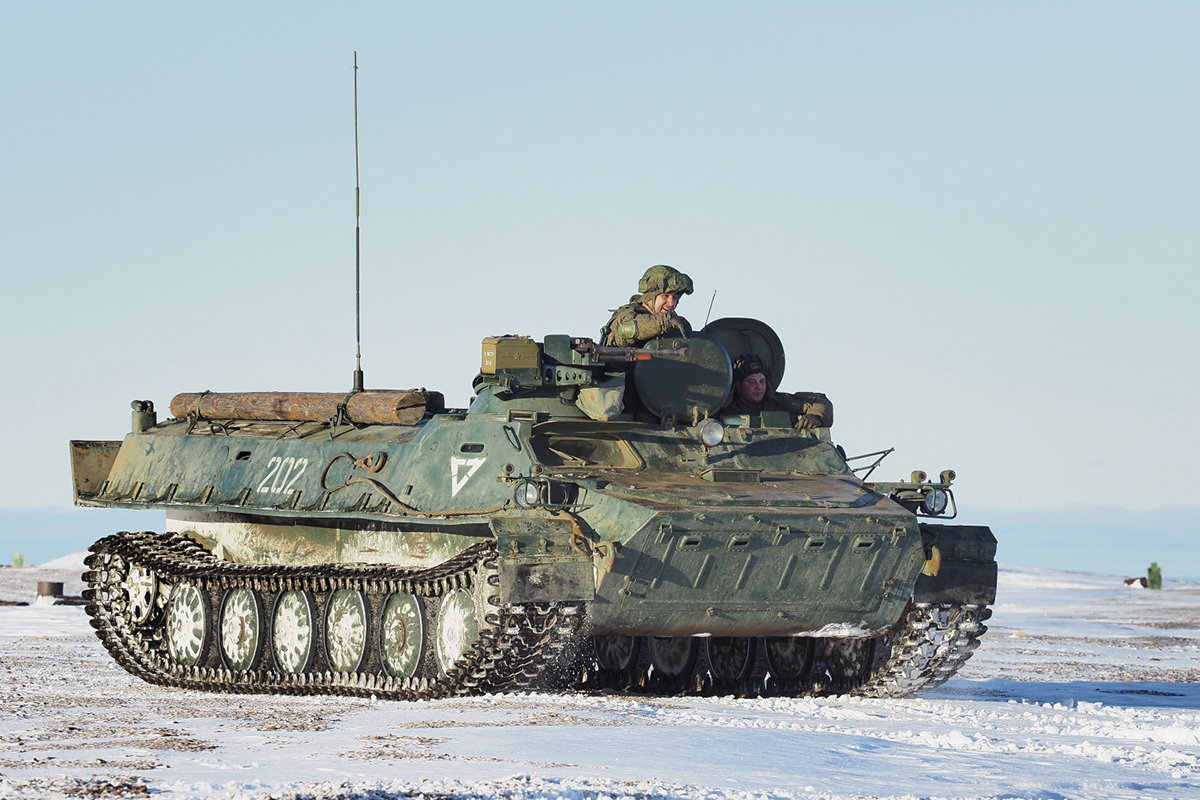
МТ-ЛБВМК
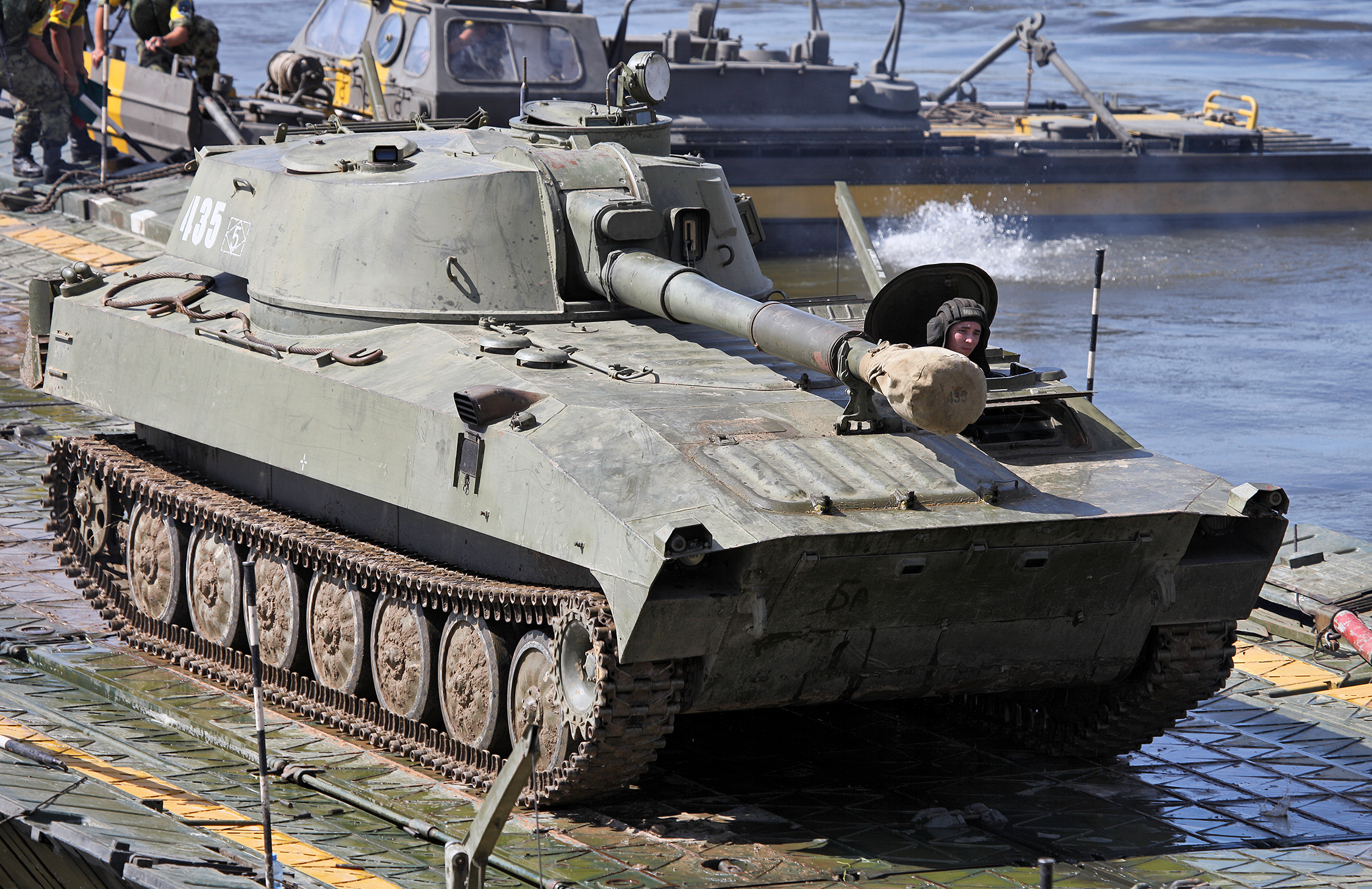
2С1
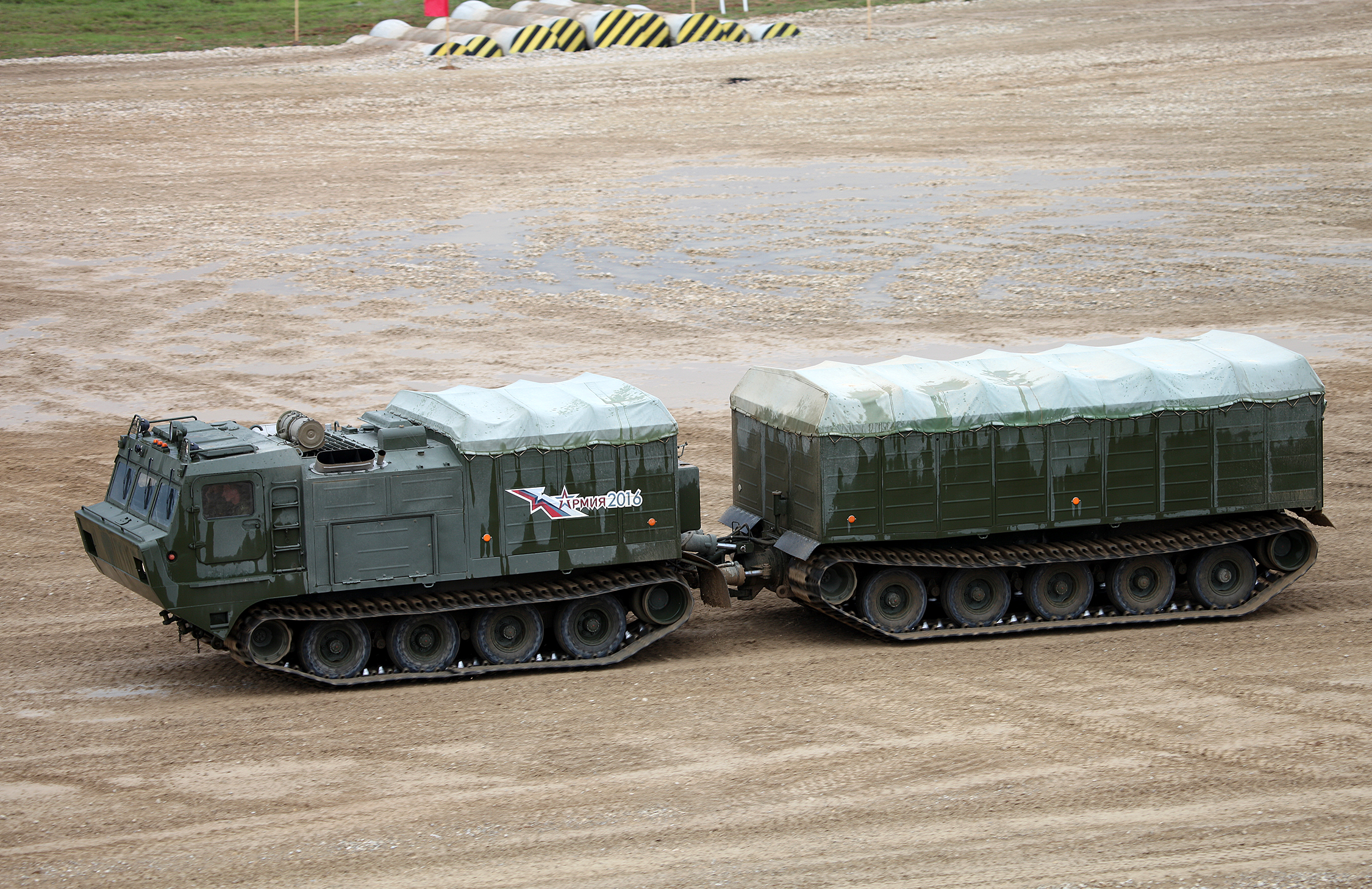
ДТ-10
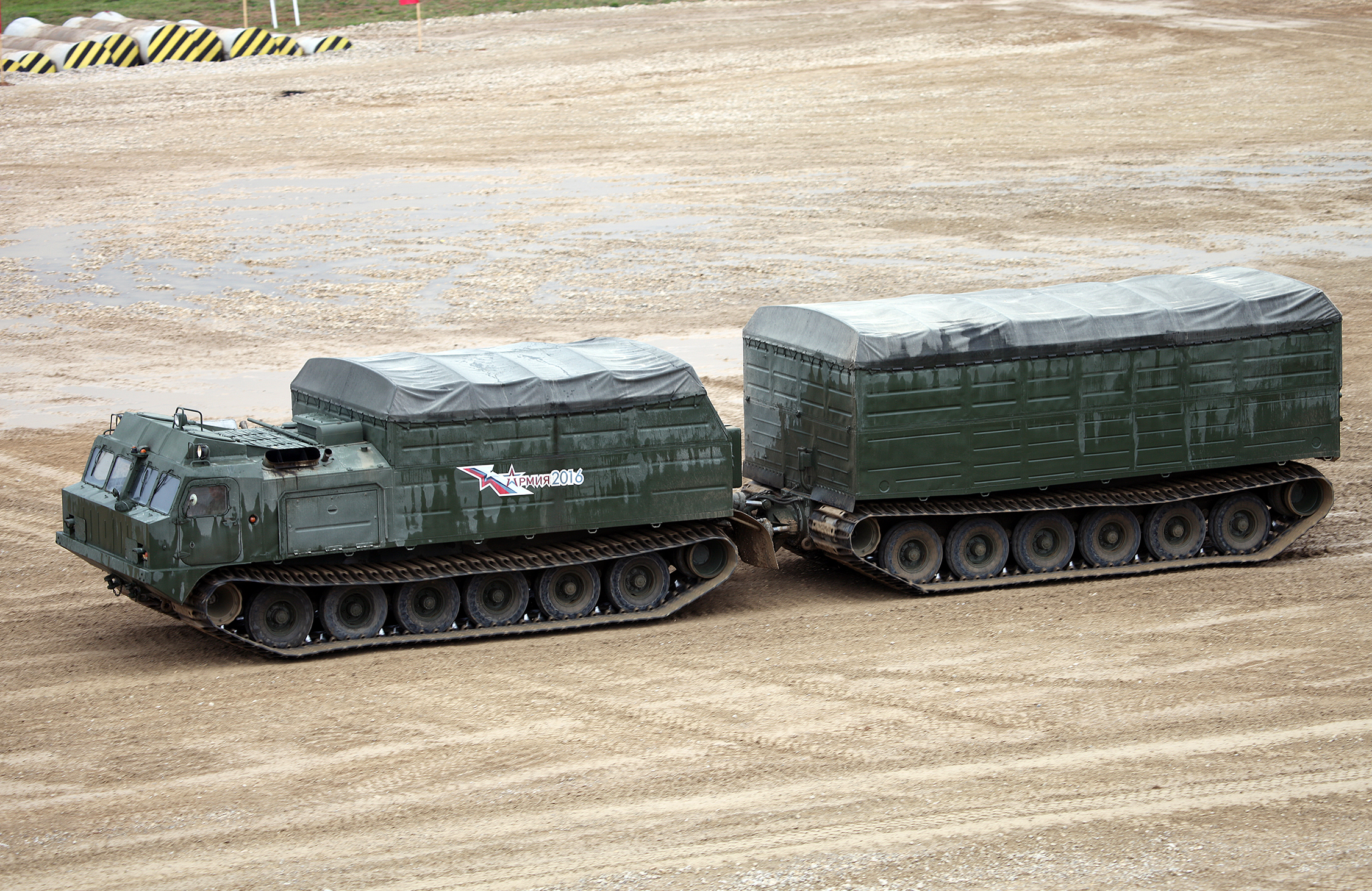
ДТ-30
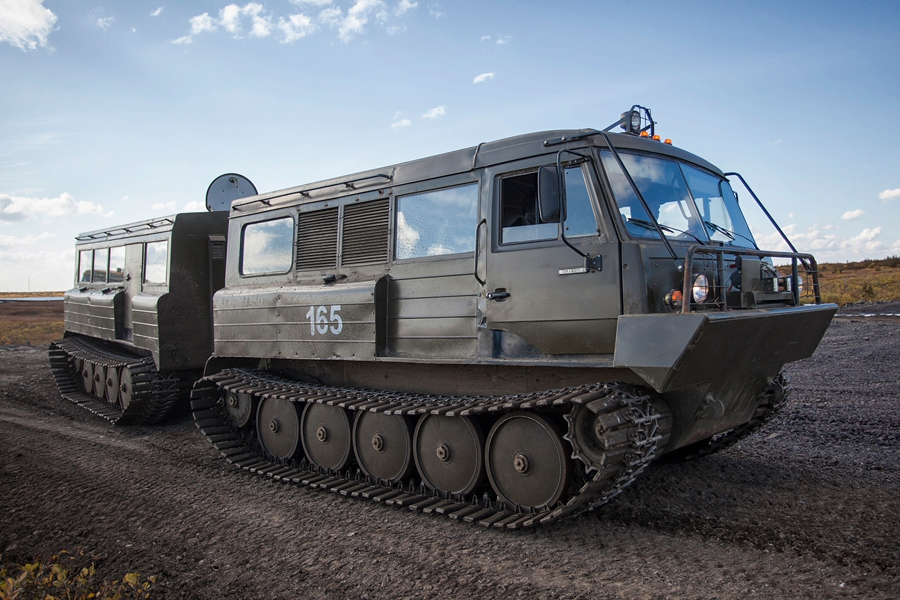
ТТМ-4902
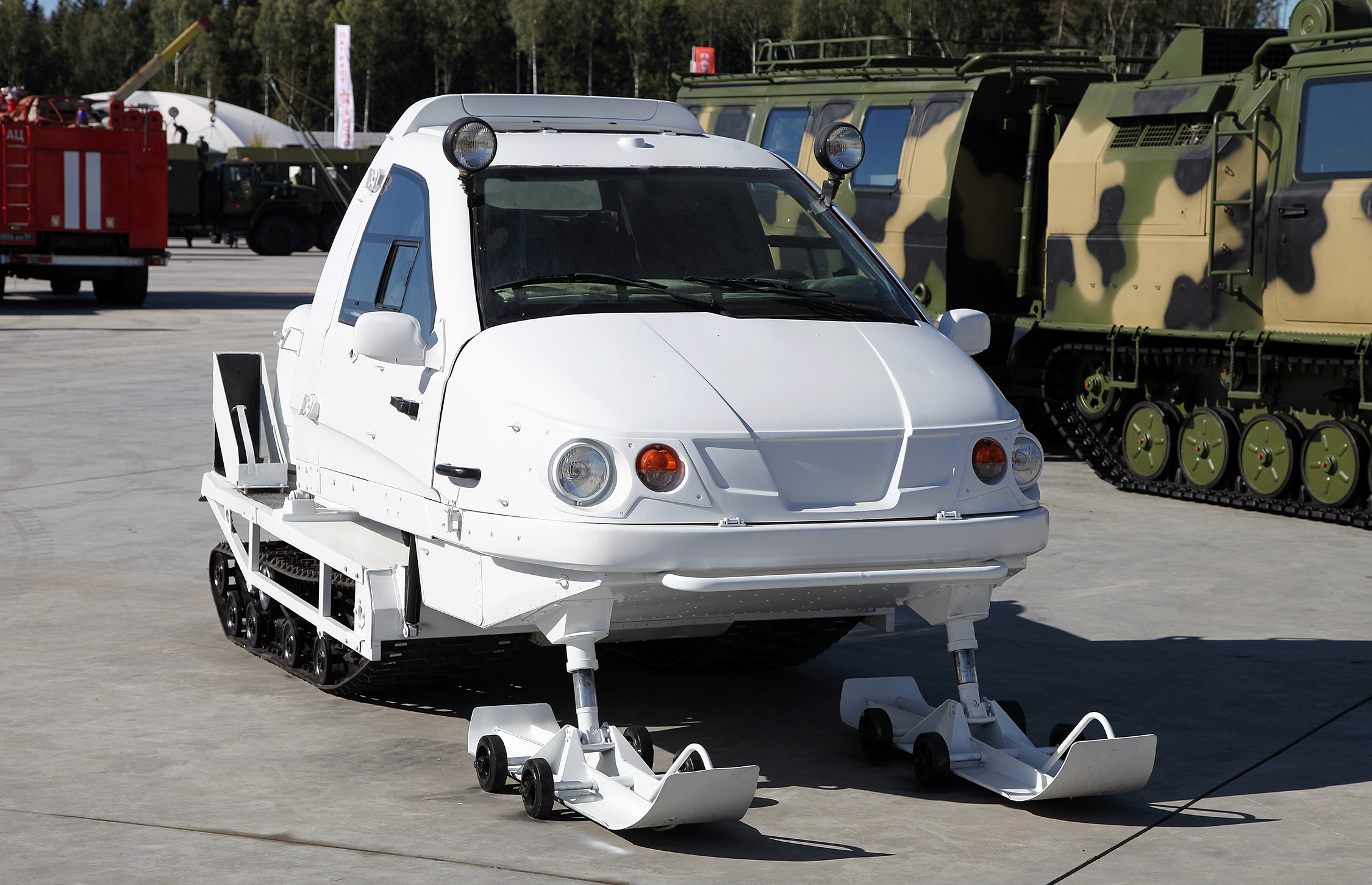
ТТМ-1901 «Беркут»
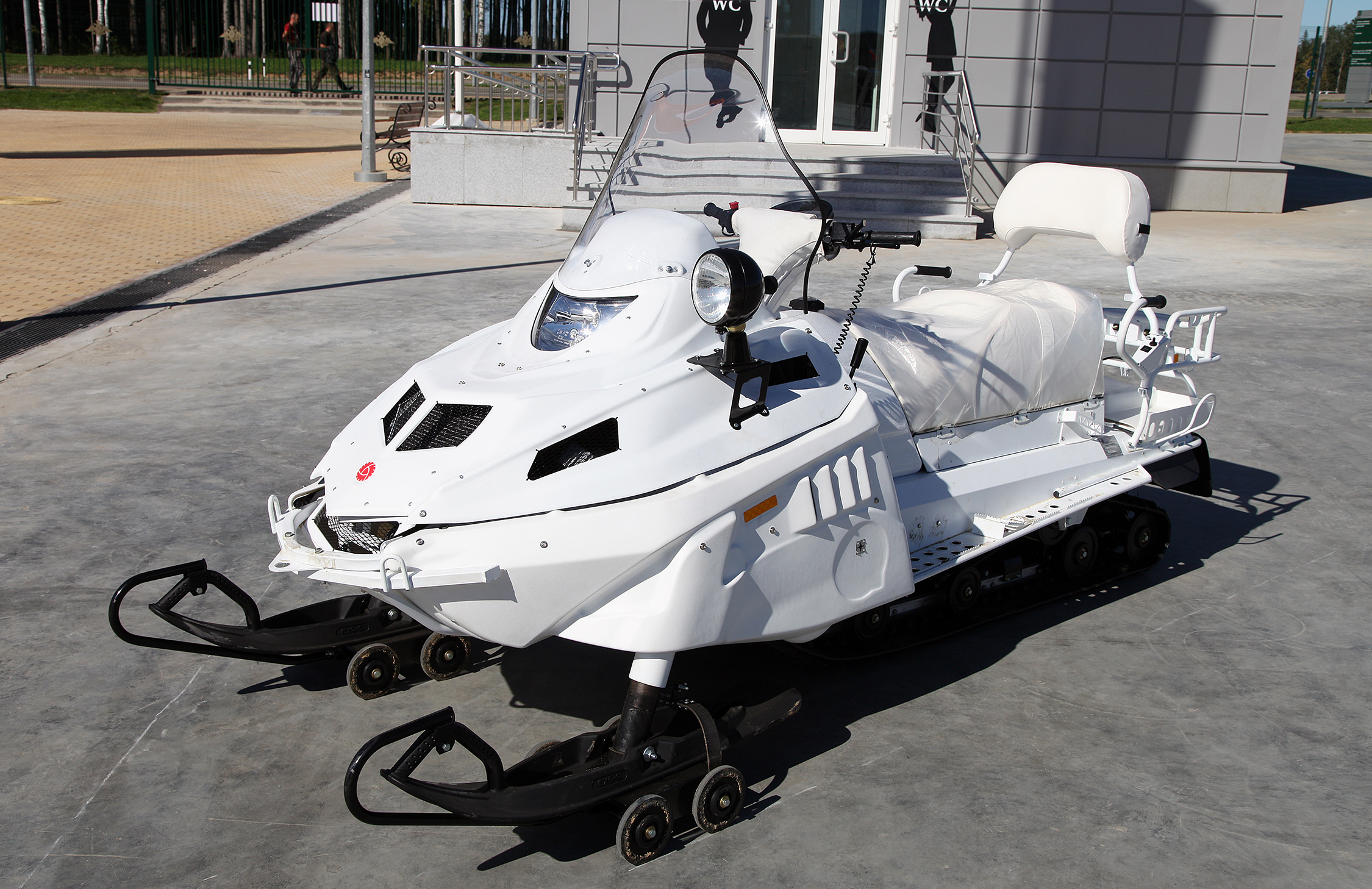
А-1

## Отличившиеся военнослужащие
- Старший лейтенант Кабанов, Иван Вячеславович (посмертно) - командир 1-го мотострелкового взвода 3-й мотострелковой роты.
- Старший прапорщик Васильченко, Денис Сергеевич (посмертно) - старшина роты глубинной разведки разведывательного батальона.
- Капитан Дудкин, Тимур Юрьевич - командир мотострелковой роты.
- Капитан Магомедов, Исрафил Летифович - командир батареи противотанковых управляемых ракет.